# Ophiulus fretarius
Ophiulus fretarius är en mångfotingart som beskrevs av Carl Graf Attems 1927. Ophiulus fretarius ingår i släktet Ophiulus och familjen kejsardubbelfotingar. Inga underarter finns listade i Catalogue of Life.